# Pfarrhaus (Arbing)

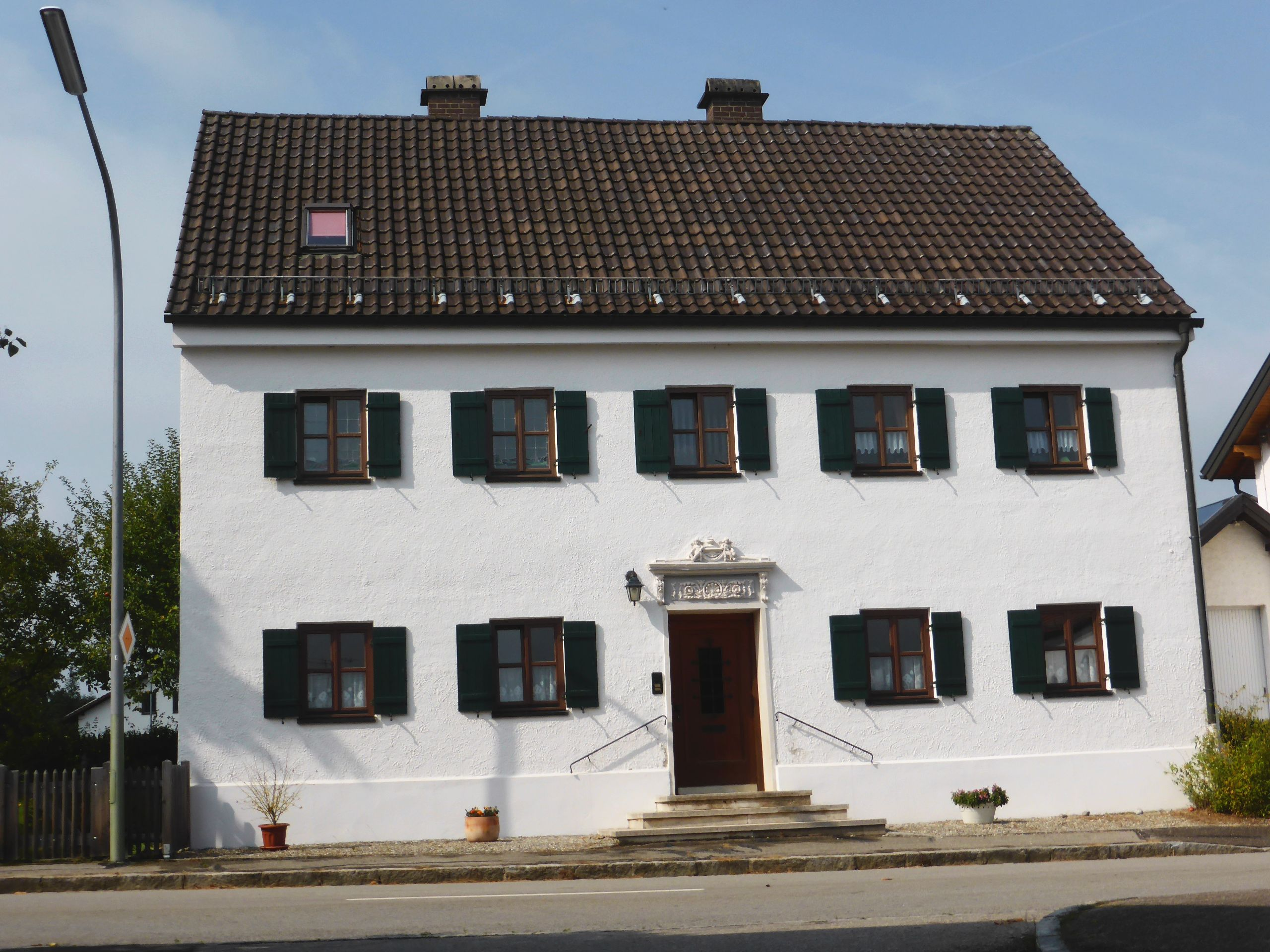
Pfarrhaus in Arbing

Das Pfarrhaus in Arbing, einem Gemeindeteil von Reischach im oberbayerischen Landkreis Altötting in Bayern, wurde Ende des 19. Jahrhunderts errichtet. Das Pfarrhaus an der Dorfstraße 3 ist ein geschütztes Baudenkmal.
Der zweigeschossige traufständige Satteldachbau im historisierenden Stil besitzt ein Relief über dem Eingang.